# Rutiodon
A Rutiodon (jelentése 'redős fog') a Phytosauridae családba tartozó archosaurusok egyik neme, amely a késő triász időszakban élt. Körülbelül 3–8 méter hosszú volt. Fosszíliáit Európa (Németország és Svájc) és Észak-Amerika (Arizona, Új-Mexikó, Észak-Karolina, és Texas) területén fedezték fel.
A többi phytosaurushoz hasonlóan a Rutiodon nagyon hasonlított egy krokodilra, de az orrnyílásai nem a pofája elején, hanem jóval hátrébb, a szemei közelében helyezkedtek el. Elülső fogai megnagyobbodtak, aránylag szűk pofarésze pedig a gaviálfélékére emlékeztetett. Ez arra utal, hogy húsevő volt, feltehetően halakkal, és talán a víz közelébe került szárazföldi állatokkal táplálkozott. A modern krokodilokhoz hasonlóan a hátát, az oldalait és a farkát csontos lemezek (osteodermák) borították.

## Popkulturális hatás
A Rutiodon az egyik legjobban ismert phytosaurus. Szerepel a Discovery Channel 2001-es, Dinoszauruszok, az ősvilág urai (When Dinosaurs Roamed America) című dokumentumfilmjében, melyben a víz alól rátámad egy Coelophysisre.

## Galéria

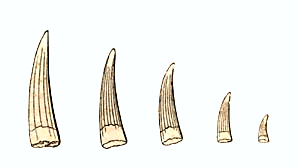
Az Emmons által 1856-ban leírt Rutiodon fogakról készült rajz
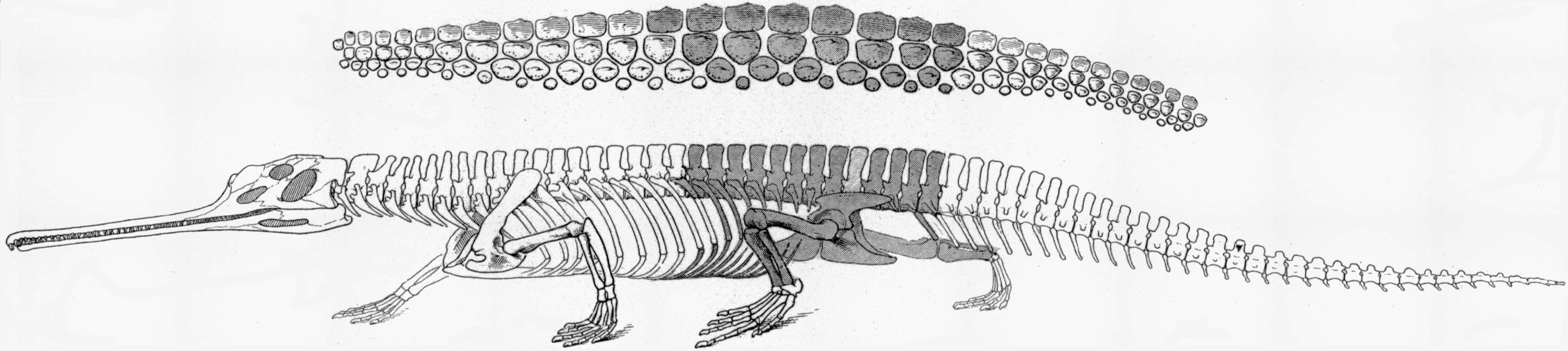
A Rutiodon manhattanensis csontvázának és bőrlemezeinek rekonstrukciója 1913-ból
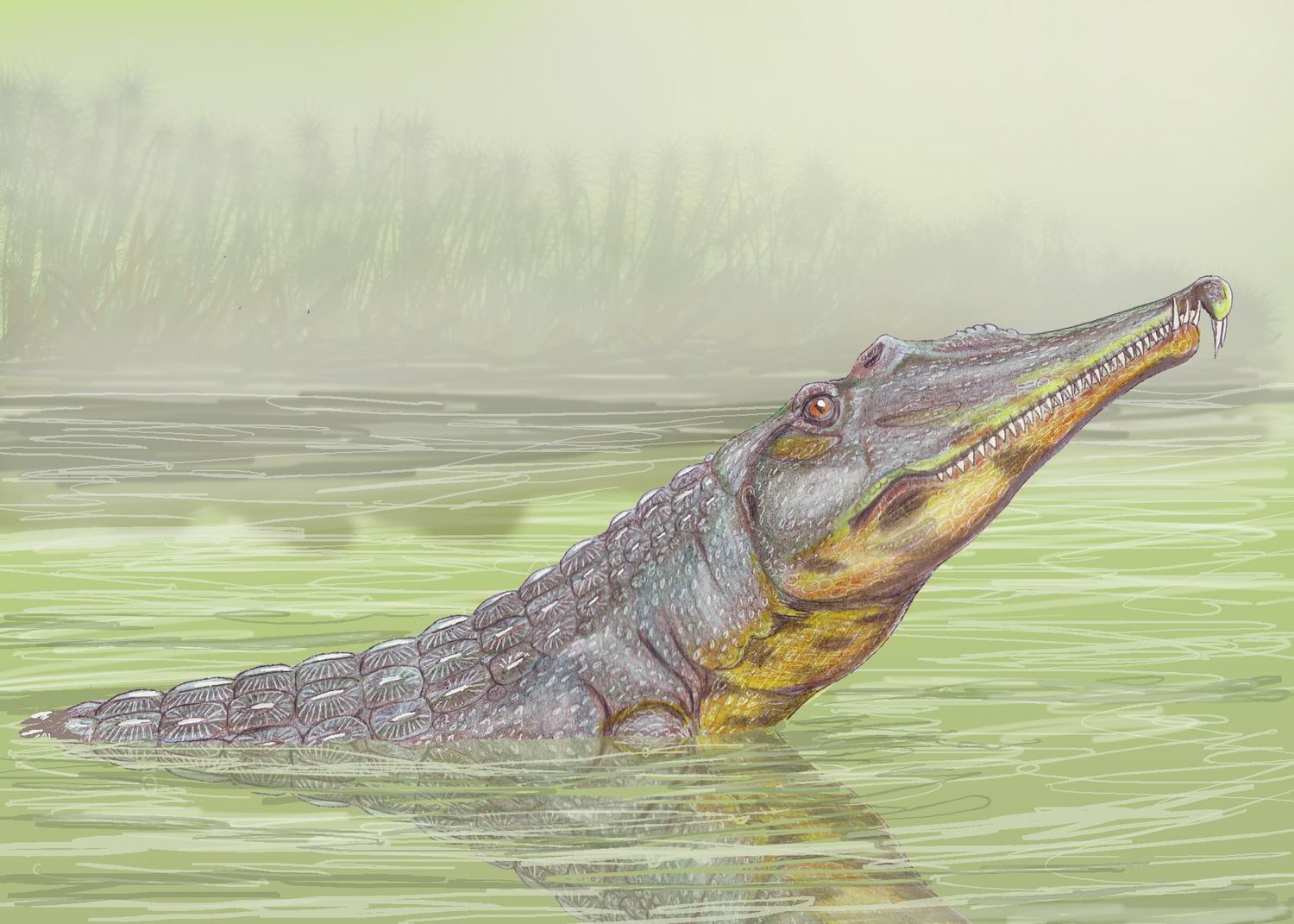
A Rutiodon („Machaeroprosopus”) validus rekonstrukciója

## Fordítás
- Ez a szócikk részben vagy egészben a Rutiodon című angol Wikipédia-szócikk ezen változatának fordításán alapul.  Az eredeti cikk szerkesztőit annak laptörténete sorolja fel. Ez a jelzés csupán a megfogalmazás eredetét és a szerzői jogokat jelzi, nem szolgál a cikkben szereplő információk forrásmegjelöléseként.

## Külső hivatkozások
- Ebenezer Emmons. New York, G.P. Putnam & Co.; Raleigh, H.D. Turner: Geological report of the midland counties of North Carolina, 1856. (Hozzáférés: 2009. július 13.)
- 'Rutiodon'. The Dinosaur Encyclopaedia. (Hozzáférés: 2009. október 12.)
- Phytosaur Rutiodon'. [2015. augusztus 15-i dátummal az eredetiből archiválva]. (Hozzáférés: 2009. július 13.)
- Triassic Walking With Dinosaurs New Blood Placeries, Postosuchus, Coelophysis, Cynodont, phytosaur Rutiodon Plateosaurus. [2007. május 1-i dátummal az eredetiből archiválva]. (Hozzáférés: 2009. július 13.)
- The Paleobiology Database. [2012. október 12-i dátummal az eredetiből archiválva]. (Hozzáférés: 2009. július 13.)
- †Phytosauria – phytosaurs. Mikko's Phylogeny Archive. (Hozzáférés: 2009. július 13.)